# كارلوس الكانتارا
كارلوس الكانتارا (بالإسبانية: Carlos Alcántara Cuevas) هو لاعب كرة قدم إسباني، ولد في 1 فبراير 1985 في مرسية في إسبانيا. لعب مع ديبورتيفو لاكورونيا وريال خاين ونادي ألكويانو ونادي أليكانتي ونادي فياريال ب ونادي فياريال ونادي فيرينتسفاروشي ونادي كارتاخينا ونادي لورقة ونادي ليغانيس.

## وصلات خارجية
- كارلوس الكانتارا على موقع قاعدة بيانات كرة القدم.إي يو (الإنجليزية)
- كارلوس الكانتارا على موقع Soccerway.com (الإنجليزية)
- كارلوس الكانتارا على موقع AS.com (الإسبانية)